# Capilla del Sauce
Pour les articles homonymes, voir Capilla (homonymie).
Capilla del Sauce est une ville de l'Uruguay située dans le département de Florida. Sa population est de 877 habitants.

## Population
| Année | Population |
| ----- | ---------- |
| 1963  | 604        |
| 1975  | 777        |
| 1985  | 670        |
| 1996  | 775        |
| 2004  | 877        |

Référence,: